# DWG
DraWinG (DWG) es un formato de archivo informático de dibujo computarizado, utilizado principalmente por el programa AutoCAD, producto de la compañía AutoDesk.
El nombre de la extensión .dwg se originó de la palabra inglesa "drawing". Se limitó a tres caracteres después del punto, por protocolos y limitaciones del sistema operativo MS-DOS.
Los archivos DWG no son siempre compatibles entre sí, existiendo numerosas versiones de este tipo de archivo, aparejadas a muchas de las distintas versiones del programa AutoCAD, que sólo desde 1982 hasta 2009 sacó al mercado 23 versiones.
Debido a la elevada cuota de mercado del programa AutoCAD en la industria y el diseño, se ha cubierto la necesidad de lectura de este tipo de archivos por parte de otros programas mediante un archivo de intercambio, importación-exportación, conocido como DXF (Drawing eXchange File), aunque un número creciente de programas de CAD están preparados para operar de forma no nativa con este tipo de archivos.
Debido a que este formato de archivo se ha convertido en un estándar de facto, la Free Software Foundation ha marcado como objetivo prioritario la creación de bibliotecas LibreDWG, a semejanza de las no libres OpenDWG.
Los archivos DWG almacenan la información de dibujo en tres dimensiones de forma vectorial.